# Église Saint-Étienne de Gênes

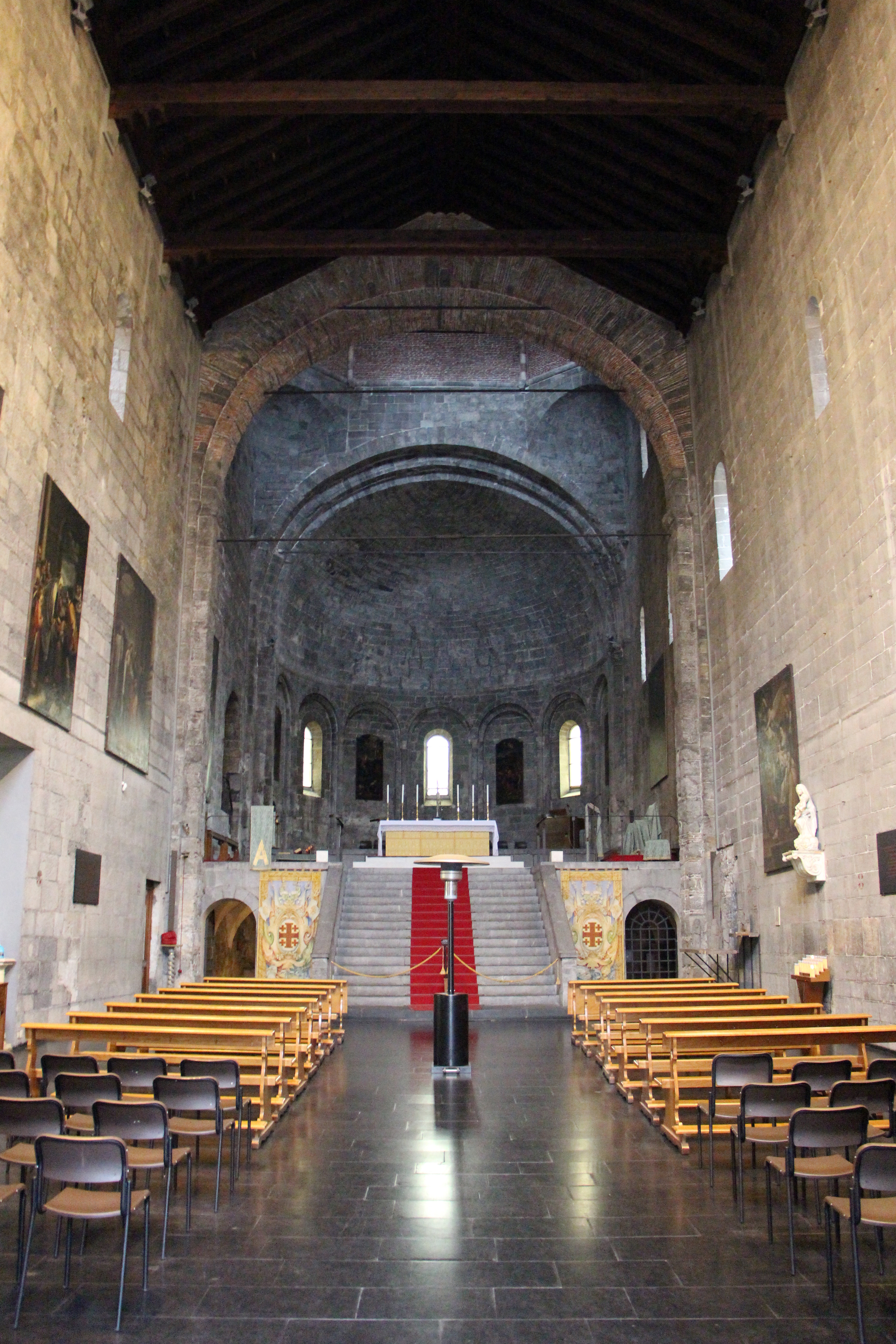
L'intérieur

Pour les articles homonymes, voir Église Saint-Étienne.
L'église Saint-Étienne de Gênes (en italien, chiesa di Santo Stefano - ou abbazia di Santo Stefano) est l'un des lieux de culte chrétiens les plus connus de Gênes. Elle fait partie de l'archidiocèse de Gênes. Située sur une colline surplombant la centrale Via XX Settembre, c'était l'un des exemples les plus significatifs de l'architecture romane de la capitale ligure. Christophe Colomb a été baptisé dans cette église  comme le jeune Giovan Perasso.

## Histoire
De 972 à 1431, elle appartenait aux moines de l'abbaye San Colombano de Bobbio,,, puis de 1529 à 1797 appartenait aux moines bénédictins de Monte Oliveto.
D'importants travaux de restauration - qui nécessitèrent également la démolition de certaines chapelles - furent menés à la fin du XIXe siècle à l'occasion de l'agrandissement de l'ancienne Via Giulia, aujourd'hui Via XX Settembre. Fermée pendant presque toute la première moitié du XXe siècle, l'église a été entièrement rénovée entre 1946 et 1955, année où elle a été consacrée au culte par le cardinal Giuseppe Siri. Le curé porte le titre d'abbé.
La fondation de la nouvelle église avec une abbaye dédiée à saint Étienne remonte à 972, par l'évêque de Gênes Teodolfo,, qui entendait ainsi remédier à une destruction effectuée par un raid sarrasin en 934. L'abbaye a été donnée à l'abbaye de San Colombano de Bobbio.
Près du monastère de Borgo Santo Stefano, se trouvait aussi un hôpital attesté en 1120.
Entre 982 et 998, il y a l'inclusion, parmi les actifs de l'abbaye naissante, de l'ancienne cellule monastique de San Pietro della Porta, l'actuelle église de San Pietro in Banchi avec les propriétés du Riale di Soziglia et d'autres à Gênes ; autrefois une dépendance directe de l'abbaye de Bobbio.
L'évêque Giovanni introduit les bénédictins de Santo Stefano dans l'église de Santi Nazario e Celso à Albaro,. De plus, à Albaro, les bénédictins possèdent également l'église de San Vito et l'église de Santa Giusta, et au cœur de Gênes l'église de Santa Croce. Dans le Val Bormida, les bénédictins possèdent également l'église de Santo Stefano di Sezzadio.
En 1027, l'église  Santa Margherita et les possessions de Marassi passèrent aux bénédictins.
À partir du XIe siècle, par diverses donations, le fief de Villaregia (aujourd'hui Santo Stefano al Mare) et l'église paroissiale du même nom ont été établis, et avec les donations de la comtesse Adélaïde de Suse, le monastère possède un vaste territoire comprenant également l'église  Santo Stefano de Sanremo et l'église  San Giuliano de Noli.
Le monastère étendra ses intérêts entrepreneuriaux, ainsi qu'à l'activité rentable de meunerie, également à l'industrie du vin et à la panification. Il a également la concession d'un des dix-sept bains publics existant à Gênes au Moyen Âge, situés le long de la rivière Turbid avec les propriétés attenantes.

## Description

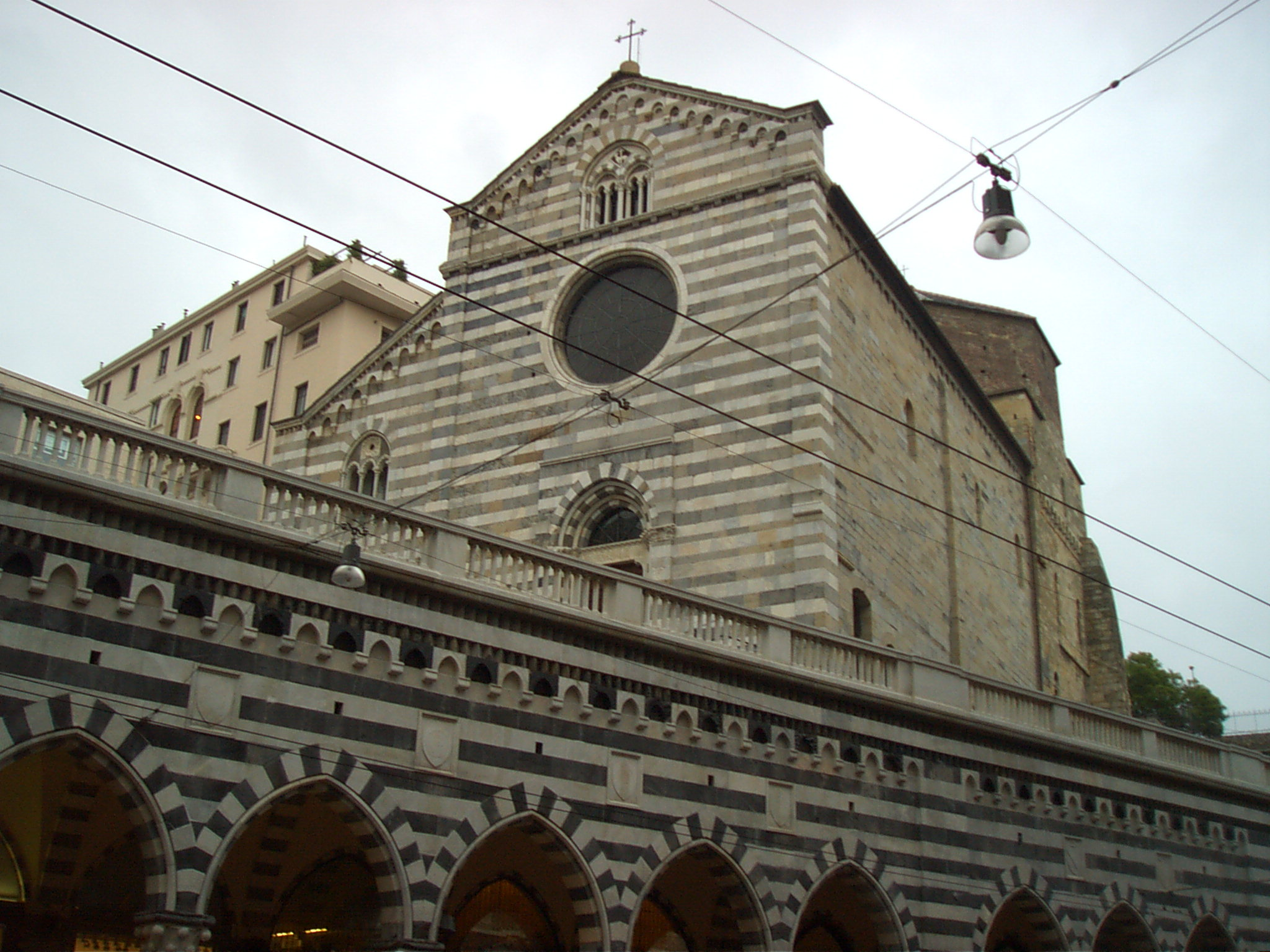
L'église vue de la Via XX Settembre sous-jacente.

Le bâtiment actuel a été construit sur les restes d'une petite église du Ve siècle dédiée à saint Michel Archange. Le document le plus ancien qui en fait mention est un acte de donation datant du 1er avril 965.
L'église  Santo Stefano a un plan rectangulaire avec une seule nef, avec un presbytère surélevé sous lequel se trouve une crypte, probablement le noyau original de la petite église dédiée à San Michele. Le dôme, reconstruit en brique en 1306 par l'abbé Niccolò Fieschi, a une forme octogonale et le beffroi est considéré comme datable du même siècle. La partie inférieure du campanile est de datation incertaine mais on pense qu'elle est antérieure à l'église et servait à l'origine de tour de guet.
L'église fut élevée au rang de paroisse après 1054, et est mentionnée comme telle dans une bulle papale d'Innocent II de 1134. En  1217  elle fut reconstruite sur le modèle de l'église abbatiale de Bobbio et reconsacrée par les cardinaux Ugolino Conti (futur pape Grégoire IX) et Sinibaldo Fieschi (futur pape Innocent IV). La relique du bras de saint Étienne a été donnée à l'église, contenue dans un cercueil byzantin en argent, qui avait été en la possession de l'abbé de Bobbio San Bertulfo à partir de 628.
En 1431, l'église devint une « commenda », confiée au cardinal Lorenzo Fieschi, selon une décision prise en 1401 par le pape Boniface IX. En 1479, une chapelle avec un chœur en marbre fut ajoutée à l'église. Le dernier commendataire, Giovanni Matteo Giberti, évêque de Vérone en 1529 confia l'église et le couvent à l'abbaye territoriale Santa Maria de Monte Oliveto Maggiore, qui en prit possession le premier dimanche de Carême en 1530.

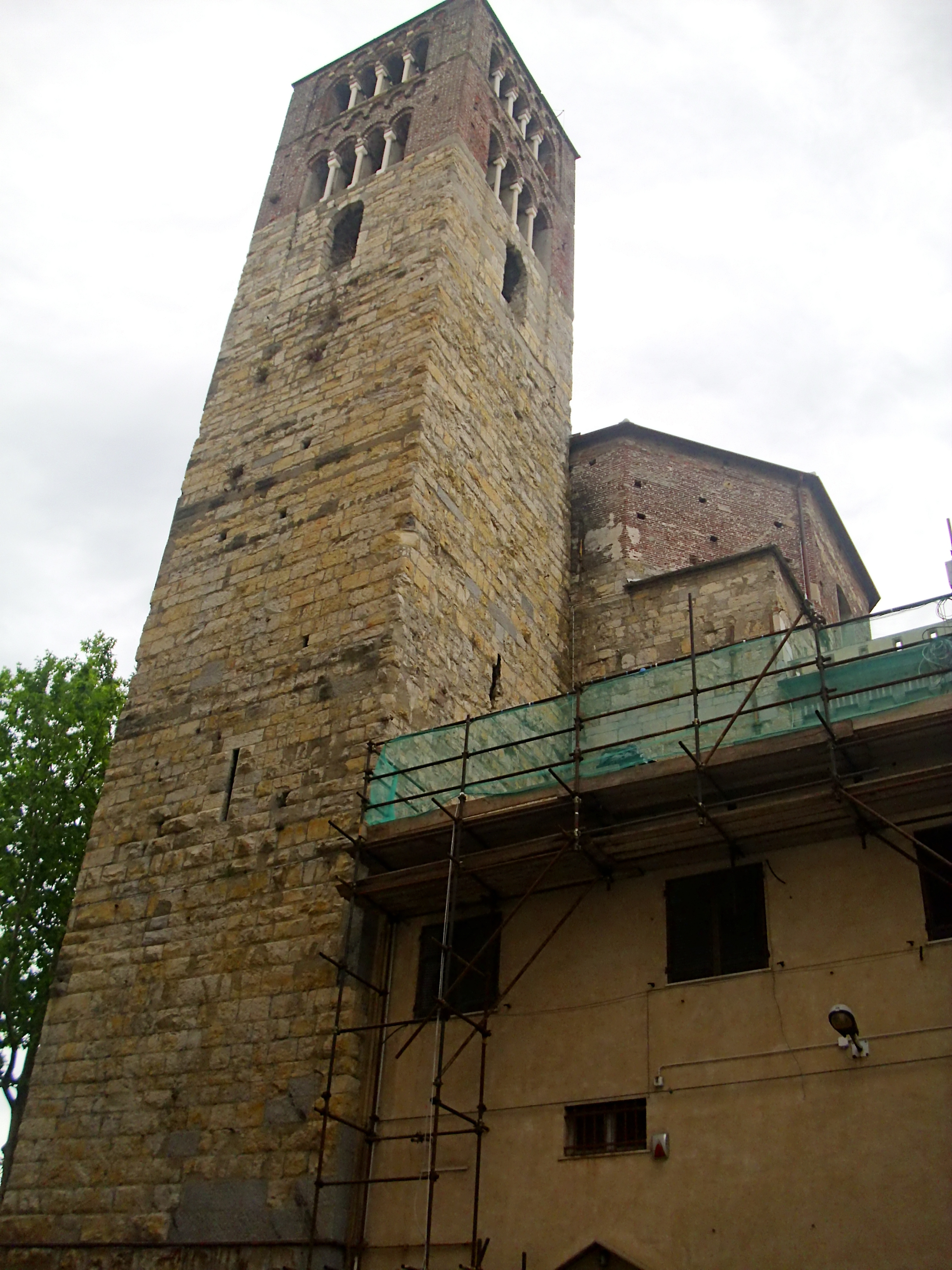
Le campanile attenant.

Le monastère a été démoli en 1535 et a été reconstruit au milieu du XVIIe siècle à une hauteur plus grande, un nouveau sol a été construit dans l'église sur l'ancien sol en mosaïque, faisant disparaître l'ancienne crypte. Les moines de Monte Oliveto en 1759 ont construit le nouveau chœur. Ils en restèrent propriétaires jusqu'en 1775 et continuèrent à l'occuper en tant qu'invités jusqu'en 1797. Par la suite, l'église et l'ensemble furent confiés au clergé séculier, présent depuis 1776. Le titre et les insignes d'abbé appartiennent toujours au curé.
Une tentative de restauration de l'ancienne église a été initiée à la fin du XIXe siècle par l'architecte Alfredo d'Andrade. À la même période, la zone où se trouvait l'église a été affectée par les travaux liés à la construction de la via XX Settembre, avec le démantèlement de la porte voisine degli Archi et la suppression de la descente qui reliait le cimetière à la via Giulia sous-jacente - où s'élève maintenant le portique de la nouvelle rue - et la construction du pont monumental.

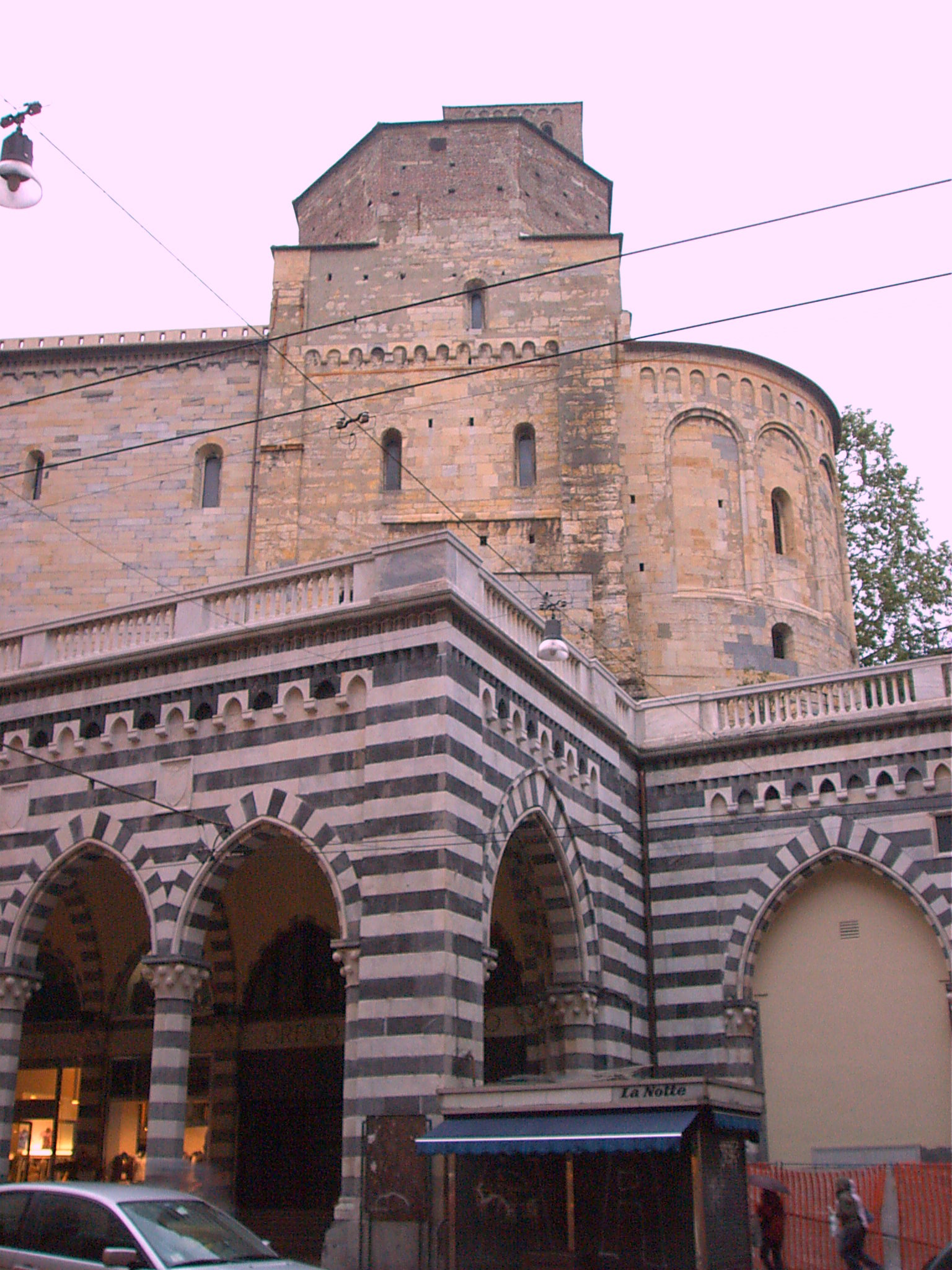
Une autre perspective de l'église. Le porche en contrebas, qui reprend les bandes noires et blanches typiques de l'architecture génoise, a été construit entre les à l'occasion de la construction de la Via XX Settembre.

En 1904 commence la création d'une nouvelle église à côté de l'ancienne, toujours de style roman. L'église « jumelle », inaugurée en 1908, est endommagée quelques années plus tard, le 17 janvier 1912, par l'effondrement de la nef gauche de l'ancienne. Après la mort de l'architecte d'Andrade en 1915, la situation reste bloquée. Les deux églises ont été fortement endommagées par les bombardements de la Seconde Guerre mondiale (23 octobre, 7 novembre 1942 et la nuit du 7 au 8 août 1943) : Santo Stefano a vu la moitié de la façade et une grande partie de la toiture détruites.
L'archevêque de Gênes, le cardinal Giuseppe Siri, souhaita la reconstruction de l'ancienne église romane, et les travaux, commencés en 1946, se terminèrent par la consécration le 11 décembre 1955. Les travaux de rénovation ont impliqué la construction de treize autels, l'application de vitraux aux cinq grandes fenêtres du chœur et à la rosace de la façade et l'érection d'une chaire reproduisant celle de la cathédrale de Split.
Depuis 2004, les jours fériés, la liturgie des fidèles de l'Église catholique de rite byzantin-ukrainien est également célébrée dans l'église.
À l'intérieur, sont conservées de remarquables peintures de l'époque maniériste et baroque, parmi lesquelles :
- La Lapidation de saint Étienne par Giulio Romano (vers 1521)
- Le Martyre de saint Barthélemy de Giulio Cesare Procaccini
- La Résurrection de Giovanni Battista Baiardo
- Le Miracle de saint Benoît par Luca Saltarello[12]